# Антипенко Микола Іванович
Мико́ла Іва́нович Анти́пенко (21 вересня 1964 — 5 березня 1983) — радянський військовослужбовець, учасник афганської війни.

## Життєпис
Народився 21 вересня 1964 року в селі Баничі Сумської області. Закінчив середню школу та Глухівське СПТУ. 
Військову службу проходив у в/ч 39676 в званні рядового.
Загинув 5 березня 1983 року в Демократичній республіці Афганістан.

## Нагороди та вшанування
- Нагороджений орденом Червоної Зірки (1 листопада 1989, посмертно).
- Вулиця в селі Баничі названа на його честь.[1]